# 埼玉県道200号石原停車場線

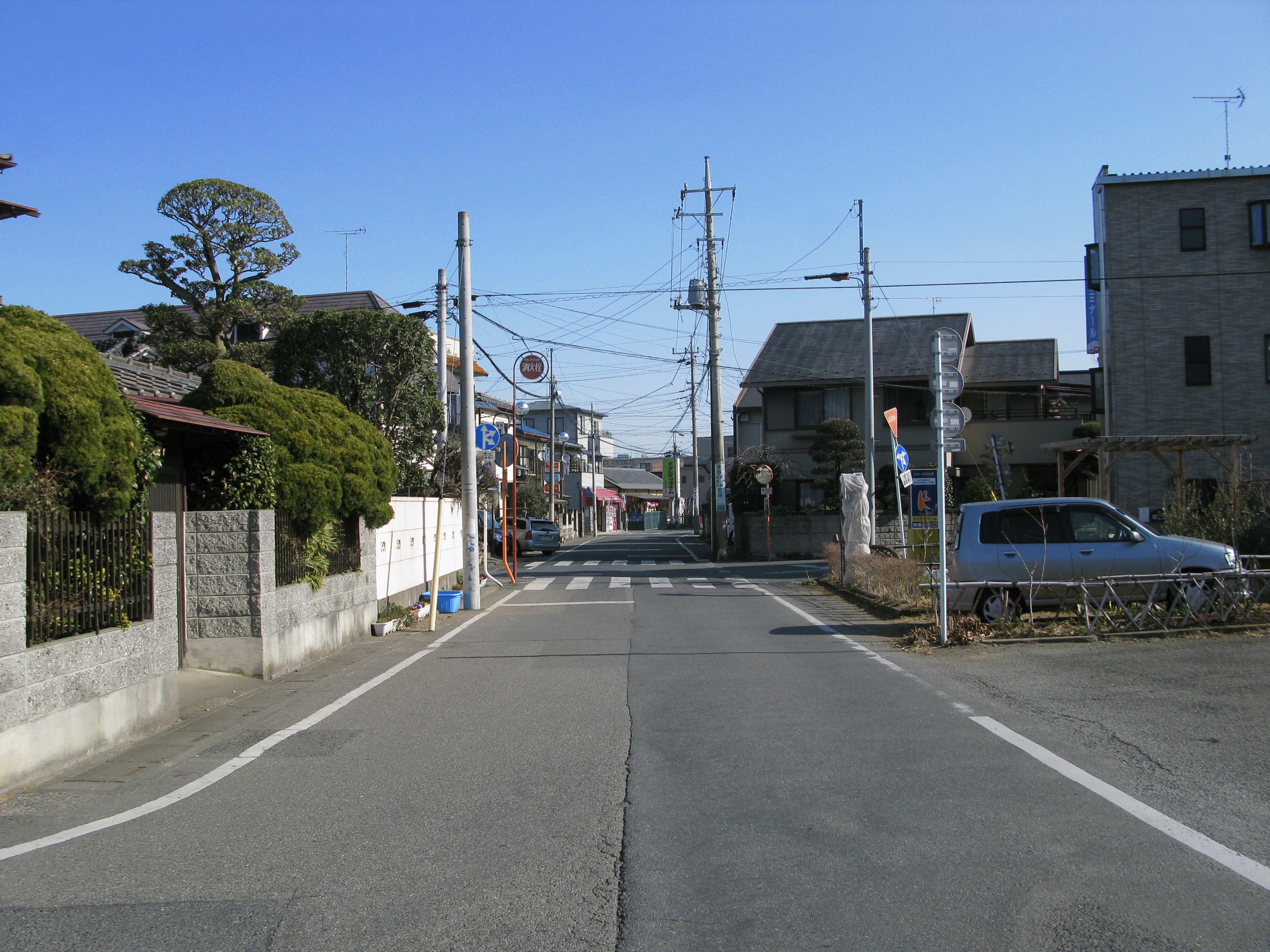
石原駅付近（2013年2月）

埼玉県道200号石原停車場線（さいたまけんどう200ごう いしわらていしゃじょうせん）は、埼玉県熊谷市内を通る県道である。

## 路線概要
- 起点：秩父鉄道秩父本線 石原駅
- 終点：国道17号交点
- 総距離：586m

## 通過する自治体
- 埼玉県
  - 熊谷市

## 接続する主な道路
- 国道17号「石原駅入口交差点」（熊谷市石原）

## 沿線
- 秩父鉄道秩父本線 石原駅
- かめの道
- 石原公園